# Banthelu
Banthelu ist eine französische Gemeinde mit 148 Einwohnern (Stand 1. Januar 2022) im Département Val-d’Oise in der Region Île-de-France; sie gehört zum Arrondissement Pontoise und zum Kanton Vauréal. Die Bewohner nennen sich Banthelusiens bzw. Banthelusiennes.

## Geografie
Das Gemeindegebiet gehört zum Regionalen Naturpark Vexin français.
Umgeben wird Banthelu von den sieben Nachbargemeinden:
| Charmant           | Magny-en-Vexin                              |                |
| Maudétour-en-Vexin | Kompassrose, die auf Nachbargemeinden zeigt | Cléry-en-Vexin |
| Arthies            | Wy-dit-Joli-Village                         | Guiry-en-Vexin |

## Geschichte
Funde aus der Vorgeschichte bezeugen eine frühe Besiedlung.
Die Seigneurs de Banthelu hatten lange die Ortsherrschaft inne.

## Sehenswürdigkeiten
- Ruinen der Kirche Saint-Géréon[1], erbaut 12. bis 15. Jahrhundert (Monument historique)

## Bevölkerungsentwicklung
| Jahr      | 1962 | 1968 | 1975 | 1982 | 1990 | 1999 | 2007 | 2011 | 2021 |
| Einwohner | 122  | 108  | 123  | 119  | 125  | 138  | 117  | 125  | 147  |